# 华乐大戏院
36°4′23.3″N 120°18′47.5″E / 36.073139°N 120.313194°E
华乐大戏院，或称华乐戏院，初名“中国剧院”（德語：Chinesisches Theater），是原址位于中华人民共和国山东省青岛市市南区中山路212号的一处戏院，建于1904－1905年间，为德占时期地产公司祥福洋行所建，是青岛开埠后的第一座戏院，1953年拆除。

## 历史
1902年，德国人阿尔弗雷德·希姆森（Alfred Siemssen）创办的祥福洋行地产公司购得了大鲍岛华人区山东街（Schantungstraße，今中山路北段）最北端西侧的K4街区，并于1905年以前建设了三座建筑，其中1号楼与3号楼为两栋二层临街商业建筑，中间的2号楼则为一座剧院。据《胶澳租借地发展备忘录》，剧院建于1904年10月至1905年10月的备忘录年度，而据青岛市档案馆的德占时期档案，剧院建于1903年。1906年，祥福洋行将剧院出租给经营戏院的高密人宋瑞凤，戏院最初仅有200个坐席，主要上演胶东地区的柳腔、茂腔。1913年，祥福洋行更新了该街区的排水系统。
1914年11月日军占领青岛后，日军将祥福洋行的地产没收拍卖，戏院归日本陆军青岛守备军军政署管理，停止演出。1916年，日本人盐川练吉承租该戏院，在日本人河谷美雄、板井辰震等人资助下经营（一说戏院为日本食品店“滋养轩”所得），改名“乐乐座”（日语：〔〕?），并对戏院进行改造，主要上演日本传统戏剧能剧、狂言、歌舞伎、文乐及无声电影。“乐乐座”最初仅接待日本人，后因营业不佳开始接待中国观众。1920年3月，盐川练吉等人从军方手中买下此处产业，并成立股份公司，盐川任经理。1926年盐川退出公司，河谷美雄接任经理，戏院产权归属青岛兴业株式会社。1930年初转交中国人经营，改名为“青岛大戏院”，不久改称“国民大戏院”。另有资料称1922年北洋政府收回青岛后，此前在乐乐座当服务员的前戏院经理宋瑞凤，与王培信、石振东等将戏院从日本人手中租下，改名为“青岛大戏院”，1929年秋，戏院易手，改名“国民大戏院”。1935年改名“中和戏院”。此时戏院以上演京剧连台本戏为主，有19本《呼延庆》、28本《狸猫换太子》、20本《西游记》、18本《封神榜》等，一般一本演一星期，以此吸引观众长期观看。戏院票价低廉，是当时市民的重要娱乐场所。
1945年抗战结束后，前新新大舞台经营者、国民参政会青岛市参政员张乐古有意将戏院收入囊中，遂由其弟张晓古、其青帮徒弟刘延志、王培信出面以20万法币（另有资料称为宋瑞风、王培信、刘延志三人出资240万法币）将戏院从中央信托局买下，1946年2月2日改名“华乐大戏院”，刘延志为经理。京剧演员周麟昆经国民政府方面支持，成立“麟祥社”，把持青岛京剧界。评剧艺术家新凤霞在青岛漂泊时，曾由周麟昆帮助在华乐戏院等处演出，生活得以相对安定。后来成为著名京剧演员的宋玉庆，当时是麟祥社最小的成员，其童年在华乐戏院度过。民国时期曾在华乐戏院演出的京剧名家还有戴绮霞、黄桂秋、童芷苓、云燕铭等。
1949年6月青岛解放时，张晓古、刘延志、周麟昆已去台湾，张乐古也于1950年被处决。青岛市人民政府核实华乐戏院的产权情况时，王培信、宋瑞凤谎称张晓古的三分之一戏院股份是由宋瑞凤出资，因此三分之二的股份在大陆，不应作为敌产处理，青岛市房产局敌产接管委员会经过核实仍于1950年秋将其依法接管。麟祥社因周麟昆赴台而解散，华乐戏院及原麟祥社的一些京剧演员经山东省军区文工团指导协助，成立“前进京剧团”继续演出，华乐戏院拆除后转赴即墨县，后因团内多老弱病者、入不敷出而解散。1952年春，华乐戏院归属青岛市人民政府文教局领导。同年，京剧名家言少朋率“新华旅行剧团”在此演出。
1953年，华乐戏院因年久失修而拆除。房管部门原计划原址重建戏院，但城建部门要求依据规划从街边退后3米重建，但如此会导致原本不大的戏院面积更小，最终经磋商放弃重建戏院，改于1957年建造青岛手工业生产合作社联合社产品展览推销服务部（即今青岛工艺美术公司大楼）。同一地块的原K4街区祥福洋行1号楼已于1940年代拆除建设日资松茂屋旅馆，3号楼保存至今。

## 建筑特色
华乐大戏院建成之初，外墙采用浅色粉刷，门廊由6根多立克柱撑起，上方为镂空栏杆檐口，门廊内一层为一排拱门，二层为竖窗。后来日本经营者根据其审美将其改造，廊柱改为爱奥尼柱，立面顶部增加三角山墙等。
戏院内部为传统戏院结构，有二层观众席，1950年楼下有观众座席500个，楼上有座席200个。另有说法称观众席有750个，或称楼上楼下共有座位800多个，最多时观众座者站者合计可达1600人。

## 图集
- 希姆森家族相册中的K4街区1号楼、2号楼（剧院）、3号楼
- 第一次日占时期的“乐乐座”，华乐戏院至拆除前基本保持此外观
- K4街区祥福洋行3号楼（中山路214号）现状，后侧为戏院原址的工艺美术公司大楼，2021年